# Xysticus pseudolanio
Xysticus pseudolanio là một loài nhện trong họ Thomisidae.
Loài này thuộc chi Xysticus. Xysticus pseudolanio được Jörg Wunderlich miêu tả năm 1995.